# Helhoek (Voorne aan Zee)
Helhoek is een buurtschap in de gemeente Voorne aan Zee in de Nederlandse provincie Zuid-Holland en telt 170 inwoners. Het ligt tussen Strype en Oostvoorne.
Zuid-Holland: Steden en dorpen      Nederland: Provincies · Gemeenten